# Грую Бански
Грую Тренчов, по-известен като поп Грую Бански, е български революционер, участник в Априлското въстание, в IV Революционен окръг, войвода на чета и заклинател на участниците в Оборищенското събрание. Роден е с името Гритор, но от малък всички го наричат с името Грую.

## Биография
Роден е в семейство на мутафчия и учи в местното килийно училище. През 1852, с помощта на чичо си, заминава да учи за свещеник в мъжкия метох на Рилския манастир в Самоков. Връща се в село Баня през 1854 година и става учител в килийното училище. Учителства и в селата Овчеполци и Тополи дол. През 1858 година е ръкоположен за свещеник в горните села, а през 1863 година се връща като свещеник в родното си село.
След посещение на Васил Левски в селото, поп Грую става пламенен обществен деец и революционер. След пристигането на Георги Бенковски в Панагюрско, двамата стават много близки съратници. Нещо повече – поп Грую става председател на местния комитет. В неговия дом нощуват революционни дейци, провеждат се съвещания, взимат се делови решения.
Поп Грую участва като представител на селото си на събранието в местността Оборище и подвежда под тържествена клетва останалите участници. По време на въстанието се сражава като войвода на чета.
След потушаване на въстанието се укрива, но – за да спаси съселяните си от репресии – се предава доброволно. След общата амнистия е освободен, но по време на Руско-турската освободителна война отново е арестуван и хвърлен в Цариградската тъмница, а оттам – и в Мала Азия – Коня. През декември 1876 е амнистиран. Докато се радва на свободата си у роднини (къщата му била опожарена), започва Руско-турската война и отново е арестуван. След Освобождението бива амнистиран окончателно и се завръща в селото си с тържествено посрещане. Отпусната му е скромна поборническа пенсия от 60 лева. През 1890 напуска свещеническа служба. През 1908 година умира в родното си село Баня. По негово желание е погребан в селските, а не в черковните гробища.

## Семейство
Нейка Мутева – съпруга.
Има пет дъщери. Три от дъщерите му – Мина, Мария и Стана умират скоро след раждането. При последното раждане умира и съпругата му, Нейка. Отгледал е две дъщери Димитра (1858 – 1918) и Анна (1862 – 1925). И двете са посветени в Априлското въстание и имат конкретни задачи. Захарий Стоянов пише за Димитра, че по време на Априлското въстание 18-годишната темпераментна девойка постоянно надничала на вратата, за да види лично „високия гостенин“ (Бенковски) и се заканвала да хване Ахмед ага. Дъщеря му Анна има син – Делчо Иван Оливеров. (от съпруга си Иван, който на свой ред е син на Делчо Оливеров, водач на априлските въстаници в с. Поибрене). По тази линия потомството на Грую Бански продължава.

## Любопитно
За поп Грую се знае, че е бил много колоритна личност. Нямал навика да се подчинява никому, дори на архиереите. През 1901 година е организирано честване на 25-годишнината от Априлското въстание. Пристигналият пълномощник на Пловдивския епископ Теодосии, втрещен видял поп Грую на кон и със сабя в ръка, подир когото вървял байряктар. Теодосий извикал поп Грую с намерение да му се скара и го питал дали има позволение от владиката за тези си действия. Поп Груюо ядосан отвръща:
| „ | Аз? Да искам разрешение? Когато главата ми беше в торбата, нямаше кой да ми дава разрешение. Ако исках разрешение от Натанаиловци и Сатанаиловци, България не щеше още да се е освободила и ти нямаше да си тук. | “ |

### Спомени
През 1897 – 1998 пише спомени за Априлското въстание под формата на поема. Тя е изложена в 248 страници на три неподвързани ученически тетрадки и носи заглавието „Записки за средногорското въстание“. През 1903 Д. Страшимиров откупува от поп Грую един препис, който в по-ново време е откупен от Народна библиотека. Този препис съдържа 127 листа/ 240 изписани и няколко бели страници. Страшимиров дори цитира някои откъси от нея в т. 2. на своите съчинения. След смъртта на поп Груйо през 1908 г. оригиналът на поемата „Записки по Средногорското въстание“ остава на съхранение заедно с много други вещи и оръжия у неговия внук Делчо Иванов Оливеров. През втората половина на 30-те години на ХХ в. писателят Зв. Цонев посещава с. Баня и се запознава с този внук, който му подарява ръкописа с цел да бъде публикуван. През 1939 – 1940 г. двете неща, обединени в една книга, са отпечатани с помощта на Панагюрското свещеническо братство в 3000-ен тираж в печатницата на С. М. Стойков в София. Шест години по-късно писателят предложил на Св. Синод да откупи ръкописа на поемата за нуждите на Църковния музей. С решение на Св. Синод от 28 юни 1946 г. въпросната поема е откупена за 20 000 лв. Според Хр. Темелски в поемата личат силни влияния от стила на Раковски и по-конкретно от „Горски пътник“. Също така той отбелязва, че Зв. Цонев проявява недобросъветност, като променя оригиналното име от „Записки за средногорското въстание“ на „Епопея на Априлското въстание от поп Груйо“, като прави и някои технически изменения в текста.

## Памет
На поп Груйо е наречена улица в кварталите „Христо Ботев“, „Васил Левски“, „Левски В“ и „Левски Г“ в София (Карта).